# Adamkayalar
Adamkayalar (traducido del turco: "hombres-roca") es el nombre de unas figuras humanas del siglo I o II dC esculpidas en la roca de un risco.

## Ubicación
Está situado en el municipio de Hüseyinler Köyü en la provincia de Mersin, a 12 km al noroeste de Kizkalesi.
El acceso es complicado, pero el gobierno turco lo ha señalizado hace poco tiempo. En Kizkalesi, hay que tomar una calle que nos conduce hacia la montaña y seguir por una carretera durante 13 km hasta llegar al pueblo de Hüseyinler Köyü. Una vez allí, solo se puede continuar a pie por un pequeño sendero muy empinado y bien señalizado de 750 metros de longitud que baja por el barranco llamado Şeytanderesi. Es recomendable no bajar solo por este sendero. 
Opcionalmente se puede estacionar el vehículo en otras zonas más llanas también con accesos y caminar por el desfiladero, aunque hay que tener en cuenta que la longitud total del desfiladero es de 15 km y que en algunos caminos será necesario disponer de vehículo 4x4.

## Descripción

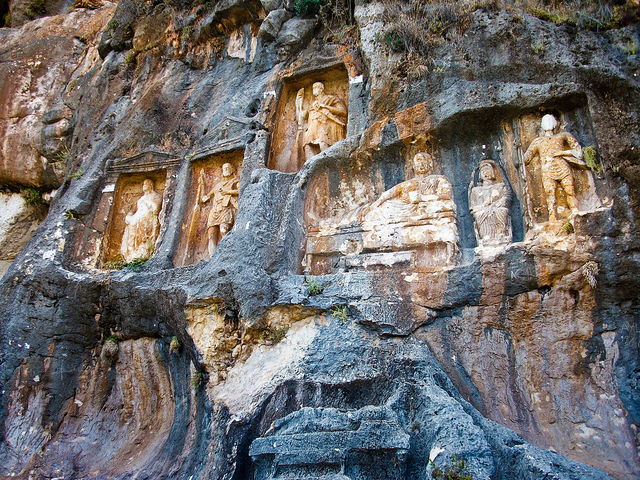
Relieves romanos de AdamKayalar.

Hay un total de 17 figuras humanas talladas en 9 nichos: 11 hombres, 4 mujeres, 2 niños y 1 cabra montesa. También hay figuras de águilas romanas en la pared de enfrente. El conjunto sería parte de una necrópolis.
Algunos relieves muestran a los fallecidos y sus familias, por ejemplo, en un banquete. Hay una figura masculina acostado en un Kline, otro tiene uvas en la mano. Otras figuras corresponden a guerreros blandiendo hachas, espadas y lanzas. Entre las representaciones también hay mujeres con ropas largas y pañuelos en la cabeza. Bajo dos de los relieves se ven inscripciones. El estilo de arte es similar a los encontrados en las necrópolis cercanas de Kanlidivane y Olba.
Hay más ruinas y tumbas diseminadas en lo alto del risco.
Aunque no existe ningún documento sobre el origen de las figuras, lo más probable es que sean del siglo I o II d. C.